# Schlesischer Hof

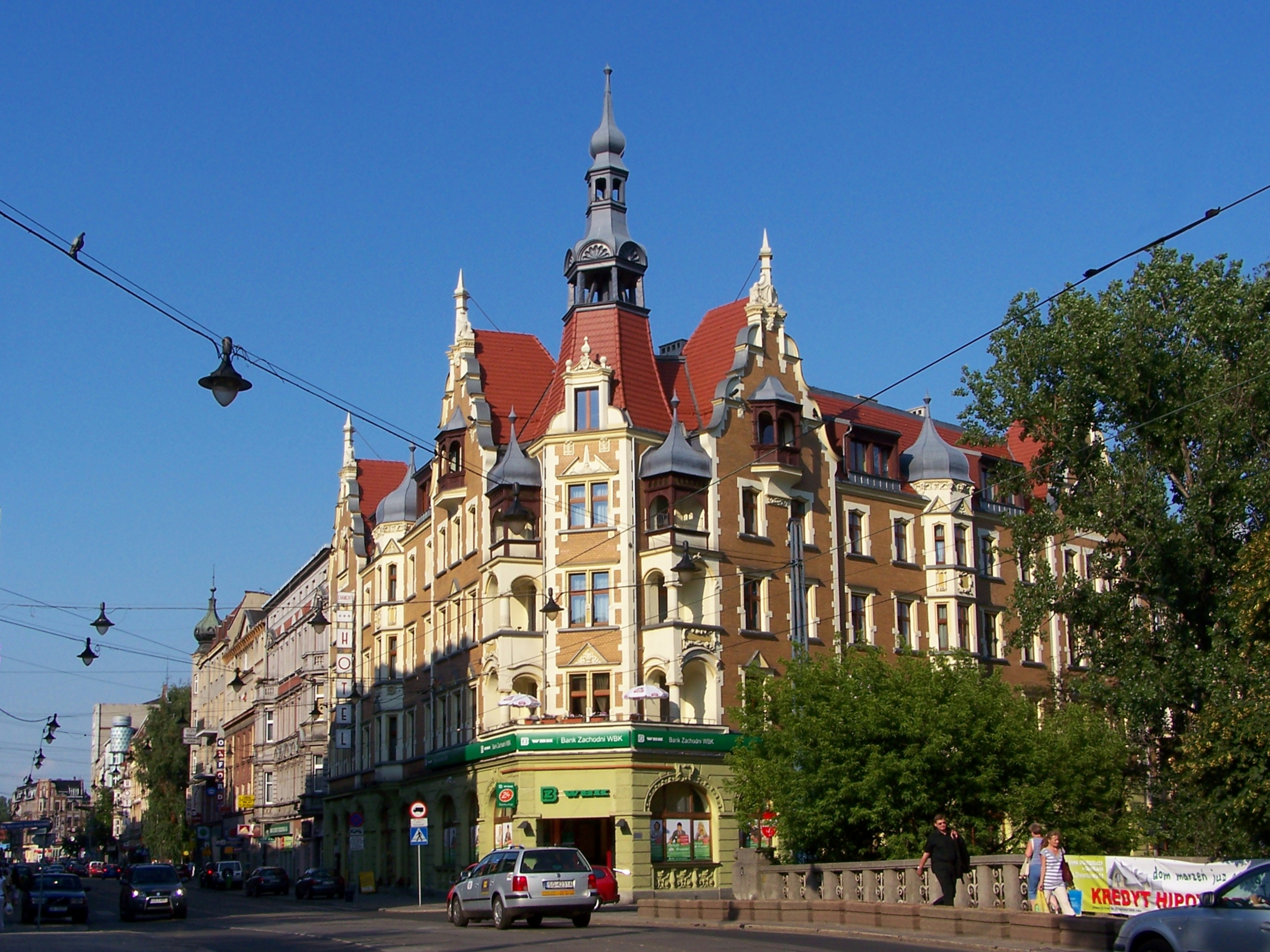
Der Schlesische Hof

Der Schlesische Hof (poln. Hotel Diament) ist ein Gebäude im Stil des Historismus an der Kreuzung ul. Zwycięstwa (dt. Siegesstraße) und ul. Kłodnicka (dt. Klodnitzstraße) in Gliwice (dt. Gleiwitz).

## Geschichte
Im Gebäude, das Ende des 19. Jahrhunderts an der damaligen Wilhelmstraße (heute ul. Zwycięstwa) erbaut wurde, findet man Elemente der Neorenaissance und des Neobarock.
Im Gebäude eröffnete 1897 das Hotel „Schlesischer Hof“. Das Hotel gehörte nach seiner Eröffnung zu den bekanntesten Hotels der Stadt. In den nächsten Jahren wurden die Innenräume mehrfach umgestaltet. 1905 wurden elektrische Beleuchtungen installiert, der Restaurantsaal vergrößert und für das Restaurant ein neuer Eckeingang geschaffen. In den 1930ern wurde nach einer Umgestaltung des Erdgeschosses ein Schuhgeschäft eröffnet.
Nach 1945 wurde aus dem Hotel das Hotel „Myśliwski“ und später das Hotel „Diament“. Für einige Zeit befand sich im Erdgeschoss ein Restaurant der Kette Pizza Hut.
Der Schlesische Hof liegt direkt an der Klodnitz. In der Nähe des Schlesischen Hofs befinden sich das Geschäftsgebäude IKAR und das Haus Oberschlesien mit dem Brunnen mit den tanzenden Faunen.